# Spawn: Armageddon
Spawn: Armageddon (рус. Спаун: Армагеддон) — видеоигра в жанрах приключенческого боевика и hack and slash, разработанная студией Point of View и изданная компаниями Namco и Electronic Arts году для консолей PlayStation 2, GameCube и Xbox в 2003. Основана на комиксах про Спауна.
В создании игры принимал участие сам создатель Спауна — Тодд Макфарлейн.

## Игровой процесс
Игровой процесс игры сосредоточен на быстрых и стильных боях (как в сериях Devil May Cry и God of War), в которых используются различные виды оружия. Главным оружием Спауна является «Agony Axe» (трансформирующийся из его плаща), который может разрезать любого демона. Он также вооружён цепями, которые атакуют с большой точностью и скоростью. Спаун имеет возможность уничтожать более сильных демонов с помощью огнестрельного оружия, и способен использовать различные адские силы, в частности некроплазму. В игре можно модернизировать или покупать оружие, улучшить здоровье и т. д.

## Сюжет
Игра начинается на крыше часовни в Дес-Плейнс, штат Иллинойс, где Спаун вспоминает о своей прежней жизни и предательстве его босса Джейсона Вунна. Неожиданно над городом появляется вспышка света, и началась война демонов против ангелов, названная позже «Армагеддон». Спаун собирается вмешаться в ситуацию, и может кому-то даже отомстить.

## Персонажи
- Спаун (англ. Spawn) — главный герой игры. Военный Эл Симмонс, который был убит своим боссом Джейсоном Вунном, и позже продал свою душу дьяволу Мэлболгии, чтобы снова увидеть любимую жену. Спаун должен выяснить причину вспышки света. В поисках ответов, он оказывается втянутым в войну между Раем и Адом.
- Осквернитель (англ. Violator) — также известный как Клоун. Несмотря на свою внешность, он не человек, а демон. Он считает себя идеальным демоном, чтобы повести армии Ада в бой с Раем, но Сатана предпочитает кого-то с душой, а именно — Спауна.
- Маммон (англ. Mammon) — один из гидов Спауна и его наставник. Его мотивы неясны, и многие считают, что ему не стоит доверять. Тем не менее, Маммон очень хорошо осведомлен о Спауне и может воспользоваться этим.
- Сай Гор (англ. Cy Gor) — сбежавший эксперимент. Представляет собой гориллу-киборга, созданного Джейсоном Вунном. Сай Гор разрушает всё на своём пути и уничтожает тех, кто пытается остановить его. Спаун решается остановить этого бушующего зверя.
- Мэлболгия (англ. Malebolgia) — он тот, кто заключил сделку с Элом Симмонсом, чтобы Эл смог снова увидеть его любимую жену. Он и его сестра, готовят войну, известную как Армагеддон, используя как добрые, так и злые души для составления собственной армии. Он также послал Осквернителя, чтобы Спаун встал на путь тьмы.
- Богиня (англ. Goddess) — сестра Мэлболгии. Она вызвала зелёный луч как сигнал для своей армии душ и ангелов атаковать Мэлболгию и его силы Ада. Она и её брат Мэлболгия вызвали своей войной Армагеддон.

## Восприятие
| Сводный рейтинг      | Сводный рейтинг | Сводный рейтинг | Сводный рейтинг |
| Издание              | Оценка          | Оценка          | Оценка          |
| Издание              | GC              | PS2             | Xbox            |
| -------------------- | --------------- | --------------- | --------------- |
| GameRankings         | 60,09 %         | 57,44 %         | 60,73 %         |
| Metacritic           | 61/100          | 56/100          | 57/100          |
| MobyRank             | 50/100          | 62/100          | 62/100          |
| Иноязычные издания   |                 |                 |                 |
| Издание              | Оценка          | Оценка          | Оценка          |
| Издание              | GC              | PS2             | Xbox            |
| AllGame              | [ 8 ]           | [ 9 ]           | [ 10 ]          |
| CVG                  | N/A             | N/A             | 6,0/10          |
| EGM                  | 4,83/10         | N/A             | N/A             |
| Game Informer        | N/A             | 6,5/10          | N/A             |
| GamePro              | N/A             | 2,5/5           | N/A             |
| GameSpot             | 5,6/10          | 5,6/10          | 5,8/10          |
| GameSpy              | N/A             | [ 18 ]          | N/A             |
| GameZone             | 7,0/10          | 7,5/10          | 7,8/10          |
| IGN                  | 7,4/10          | 7,7/10          | 7,7/10          |
| Nintendo Power       | 3,5/5           | N/A             | N/A             |
| Play (UK)            | C+              | N/A             | N/A             |
| TeamXbox             | N/A             | N/A             | 6,2/10          |
| The Adrenaline Vault | N/A             | N/A             | [ 26 ]          |

Spawn: Armageddon получила в основном средние оценки в 60 %. Игра была подвергнута критике за повторяющийся сюжет и «хромые» удары.